# بص شوف سكر بتعمل إيه (فلم)
بص شوف سكر بتعمل إية فيلم مصري من إنتاج عام 1976 بطولة حسين فهمي، فاطمة مظهر، سمير غانم، وغيرهم إخراج أشرف فهمي . وتدور الأحداث حول الطفلة كريمة التي اختطفتها عصابة بأمر من عمها الطامع في ثروة والدها الراحل وتتعلم الرقص والغناء لتعود بعد خمس سنوات لوالدتها مذيعة التلفزيون.
صدر الفيلم إلى دور العرض المصرية في يناير 1977.
منح موقع قاعدة بيانات الأفلام العربية "السينما.كوم" الفيلم درجة 6.1/ 10.

## قصة الفيلم
تعيش الفتاة الصغيرة اليتيمة سكر (ميرفت علي) مع الست زكية (ملك الجمل) الداية، والشيخ عبد المهيمن الشندويلي (إبراهيم سعفان) المدرس بالمرحلة الأبتدائية. تعامل زكية الفتاة سكر بقسوة بالغة وتجعلها معاونة لها في الولادات، بينما يصطحبها عبد المهيمن إلى المدرسة لتتعلم العربية السليمة. تقرر سكر الهرب من قسوة زكية وتصل إلى المدينة لتصادف في الشارع عرض للشاب القوي بشبش (سمير غانم) الذي يطلب من الناس إحكام ربطه بالسلاسل وهو يتحرر منها في ثواني. لا يستطيع بشبش فك وثاقه وتساعده سكر ويصطحبها معه إلى "البروفيسور" زعيم العصابة (توفيق الدقن). تقيم في وكر البروفيسور الشابة الجميلة نوسة (لبلبة) التي تعاني من قسوته وتحكمه في حياة كل تلاميذه، ويحاول بشبش أن يتزوجها ولكن البروفيسور يرفض إلا إذا دفع بشبش مهر نوسة الذي لا يتمكن من إدخاره. يقوم حسونة المحلاوي (حسين فهمي) بتقديم فقرات استعراض قوته في الشارع ولكن المارة يغادروه لمشاهدة عرض سكر وبشبش في الغناء والرقص، ويهاجم رجال الشرطة الجميع بسبب سرقة حافظة أحد المارة، يفر بشبش ويتم القبض على حسونة وسكر. وفي قسم الشرطة وأمام رئيس المباحث (أحمد شوقي) يتضح أن حسونة المحلاوي هو ضابط الشرطة حسين الذي يعمل متنكراً للقبض على عصابة خطف الأطفال. يتقدم جلجل أبو مطوة (علي الشريف) للبروفيسور بطلب مساعد له في سرقة الماس ويعده البروفيسور بتسليمه سكر عندما يجدوها ويتخلصوا من حسونة المحلاوي. يتمكن البروفيسور من الامساك بسكر، بينما يعترف عتريس (محمد صبيح)، رجل من عصابة لخطف الأطفال، لزكية الداية، وهو على فراش الموت، أنه تسلم سكر بعد أن خطفها رجال عصابته طلباً للفدية، وكان عليه قتلها ولكنه خالف تعليمات العصابة وسلمها لزكية لتربيتها، ويطلب منها إعادتها لوالدتها سميرة مذيعة التلفزيون. يحاول زكي بيه الكرداني (صلاح نظمي)، إقناع الأرملة سميرة (فاطمة مظهر) بنسيان ابنتها كريمة (ميرفت علي) الضائعة منذ 5 سنوات، وترفض سميرة نصيحة عم ابنتها الضائعة. يهاجم أبو مطوة، بمعاونة سكر، بيت زكي بيه ويستولي على محتويات خزانته، وحيث أن حسونة وبشبش كانوا يراقبون بيت زكي بناء على إخبارية وصلت للشرطة، يتم القبض عليهم. يحاول الأستاذ فتوح (وحيد سيف)، مخرج التلفزيون، الحصول على طفلة فنانة لاستعراض راقص ولا يجد، وعندما يشاهد سكر وبشبش ونوسة يغنون ويرقصون في الشارع يسارع بضمهم لبرنامجه. يكتشف البروفيسور أن زكي بيه هو من استأجر عتريس لقتل كريمة بعد اختطافها ليرث ثروة أخيه. تنتهي الأحداث بالقبض على العصابة وعودة كريمة لوالدتها سميرة.

## فريق التمثيل
| - حسين فهمي: النقيب حسين - فاطمة مظهر: سميرة ام سكر - سمير غانم: بشبش - لبلبة: زوجة بشبش - توفيق الدقن: زعيم العصابة - صلاح نظمي: زكي بيه عم سكر | - وحيد سيف: مخرج الاستعراض - إبراهيم سعفان - ماري باي باي - عزت عبد الجواد - علي عرابي - ملك الجمل | - نهير أمين - عبد الحميد أنيس - علي الشريف: ابو مطوة - أحمد شوقي: رئيس المباحث - خالد أبو السعود: طفل - عبد الغني النجدي | - وسيلة حسين - أبو الفتوح عمارة - زكريا موافي: مربي الطفلة - محمد صبيح: عصابة - ميرفت علي |

## طقم عمل
| - المخرج :أشرف فهمي (مخرج) - نصري عبدالنور (كبير مهندسي الصوت) - محمد سليمان (المؤثرات الصوتية) - أندريا زنديلس (أندريه) (مكساج) - تركي عبدالرحمن (مسجل الحوار) - نسيم فؤاد (مساعد الصوت) - عباس عطية (مسجل الحوار) - جلال عبدالحميد (المؤثرات الصوتية) - فاروق السيد (مساعد الصوت) - أندلس فيلم (صبحي النوري) (منتج) - سيد إسماعيل (مدير الإنتاج) - يوسف عبيد (مساعد منتج) - مجدي شعبان (مساعد منتج) - رمسيس مرزوق (مدير التصوير) | - تحتمس صديق (مصور) - عبدالحميد عمر (م. تصوير) - فؤاد الظاهري (موسيقى تصويرية) - بليغ حمدي (الألحان) - عبدالوهاب محمد (كلمات الأغاني) - حسين فتحي (ملاحظ السيناريو) - أحمد ياسين (مساعد مخرج أول) - فاروق عامر (مصفف الشعر) - جمال رمضان (مساعد ماكيير) - رمضان إمام (ماكيير) - ستوديو نصيبيان (المناظر) - محمد كامل (مساعد إكسسوار) - نهاد بهجت (مهندس الديكور والمناظر) - معامل مدينة السينما (مدينة السينما) | - (الطبع وتصحيح الألوان)ستوديو مصر (التحميض) - حسن عيسى (مدير المعامل) - سعيد الشيخ (مونتير) - مارسيل صالح (نيجاتيف) - سلوى بكير (مركب الفيلم) - عبدالحي أديب (قصة وسيناريو) - بهجت قمر (حوار) - أندلس فيلم (صبحي النوري) (موزع) - الهيئة العامة للسينما (موزع داخلي) - حسيب (مؤثرات خاصة) - نوال (مؤثرات خاصة) - محمد بكر (مصور فوتوغرافيا) - حمادة حسام الدين (مصمم الاستعراضات). |

## روابط خارجية
- مقالات تستعمل روابط فنية بلا صلة مع ويكي بيانات